# Коефіцієнт багатоводності шахт
Коефіцієнт багатоводності шахт (рудників, кар'єрів) -(рос. коэффициент водообильности шахт (рудников, карьеров), англ. volume of water coefficient of mines, нім. Wasserbelastung(szahl) f der Gruben) — у гірничій справі — відношення кількості відкачаної води до кількості видобутої за той же термін корисної копалини. К.б.ш. вимірюється у м3/т.